# Tirate sul pianista
Tirate sul pianista (Tirez sur le pianiste) è un film del 1960 diretto da François Truffaut, basato sul romanzo Sparate sul pianista di David Goodis che parla della timidezza e dell'amore, mescolando stili e generi.

## Trama
Charlie Kohler è il pianista di un piccolo locale di periferia. Una sera incontra il fratello Chico, inseguito da due gangster. Charlie lo aiuta a fuggire, ma da quel momento diventa anche lui un bersaglio dei malviventi. Charlie è accompagnato da Lena, la cameriera del locale, che è innamorata di lui ed è a conoscenza del suo passato segreto. Il vero nome di Charlie è infatti Eduard Saroyan: un tempo pianista molto famoso, si era ritirato dall'attività di concertista dopo il suicidio della moglie.
Il proprietario del locale rivela ai due gangster dove si trovano Charlie e Lena. I gangster rapiscono anche Fido, il fratellino di Charlie. Dopo una colluttazione, Charlie uccide il proprietario del locale e fugge insieme a Lena nella casa dei suoi fratelli in montagna. Qua la coppia è raggiunta dai due gangster e, durante una sparatoria, Lena rimane uccisa.

## Produzione e distribuzione
Girato a Parigi, Levallois-Perret e nei dintorni di Grenoble tra il 30 novembre 1959 e il 22 gennaio 1960, fu proiettato per la prima volta a Parigi il 25 novembre 1960.

## Riconoscimenti
- Premio Nouvelle Critique